# Rodolphe d'Autriche
Pour les articles homonymes, voir Rodolphe d'Autriche (homonymie).
Titre
Prince impérial d'Autriche-Hongrie
21 août 1858 – 30 janvier 1889
(30 ans, 5 mois et 9 jours)
Rodolphe François Charles Joseph de Habsbourg-Lorraine (Rudolf Franz Karl Joseph von Habsburg-Lothringen), né à Laxenbourg le 21 août 1858 et mort à Mayerling le 30 janvier 1889, est un membre de la maison impériale et royale d'Autriche-Hongrie.
Fils de l'empereur François-Joseph Ier d’Autriche et d'Élisabeth de Wittelsbach (dite « Sissi »), il épouse le 10 mai 1881 la princesse Stéphanie de Belgique, fille de Léopold II et Marie-Henriette de Habsbourg-Lorraine.
Par sa naissance archiduc d’Autriche et prince héritier de l’Empire austro-hongrois, il meurt à 30 ans dans des circonstances mystérieuses aux côtés de sa maîtresse Marie Vetsera, dans le pavillon de chasse de Mayerling.

## Biographie

### Naissance et éducation

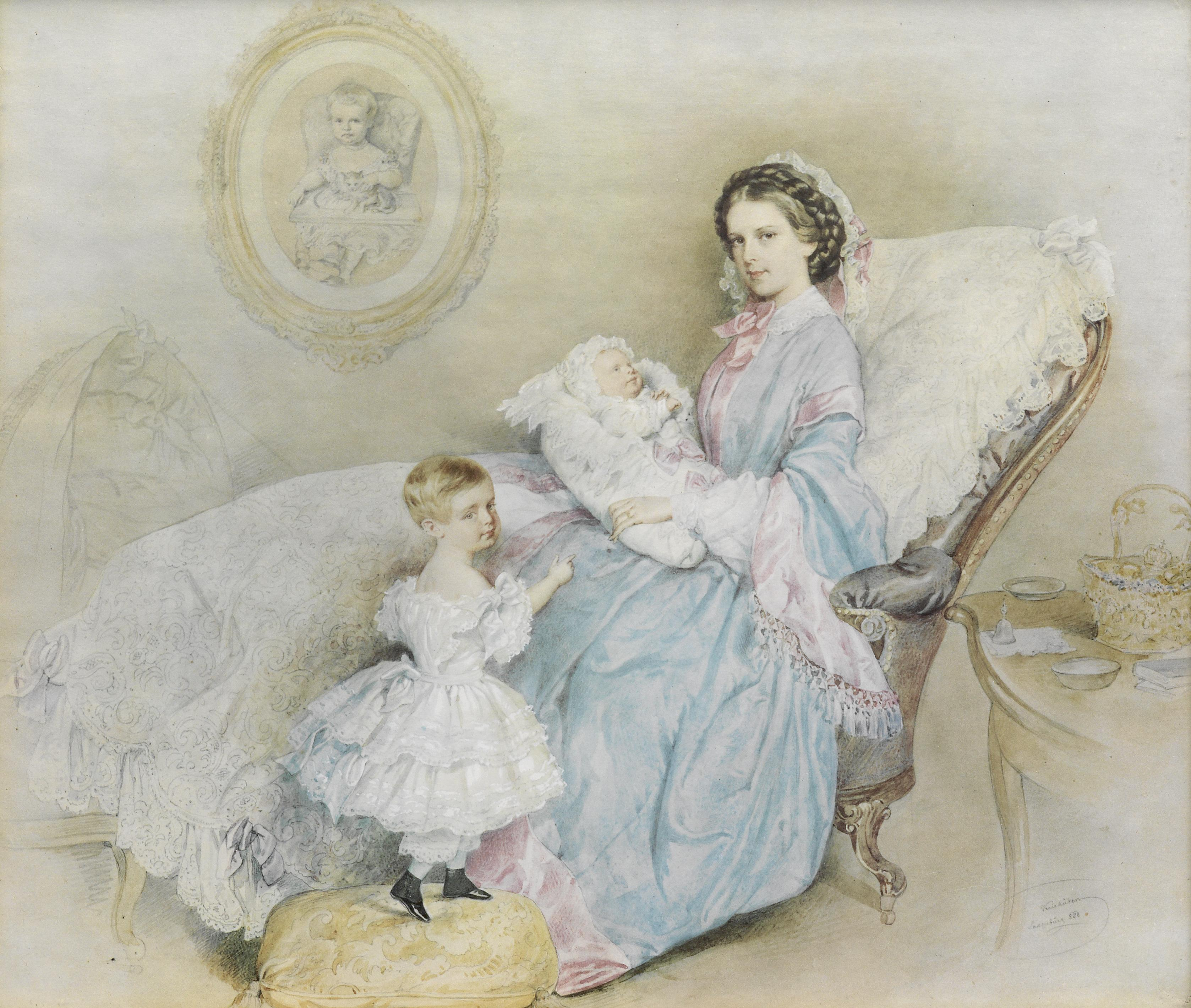
Rodolphe dans les bras de sa mère avec sa sœur Gisèle (1858).

Troisième des quatre enfants et seul fils de l’empereur François-Joseph Ier d’Autriche et de l'impératrice Élisabeth en Bavière, dite Sissi, l'archiduc naît le 21 août 1858 au château de Laxenbourg, près de Vienne. Il est prénommé Rodolphe en l'honneur de son ancêtre Rodolphe Ier du Saint-Empire, premier empereur germanique de la dynastie Habsbourg.
Selon la tradition instaurée par son arrière-arrière-grand-père François-Étienne de Lorraine, époux de Marie-Thérèse La grande, dès le lendemain de sa naissance, le jeune prince héritier est proclamé « Colonel du 19e régiment d'infanterie » par son père.
Comme ses deux sœurs aînées, l'archiduchesse Sophie (morte à l'âge de deux ans avant la naissance de Rodolphe) et l'archiduchesse Gisèle, l'archiduc héritier est élevé par sa grand-mère paternelle, l’archiduchesse Sophie.
Peu robuste, le petit archiduc est un enfant de tempérament craintif. Cependant, en homme de devoir, l'empereur veut en premier lieu faire de son fils un soldat et dès l'âge de trois ans, le petit archiduc apprend des exercices militaires tels que le tir ou la revue des troupes et puisqu'il sera appelé un jour à gouverner l'un des plus puissants empires du monde et de multiples peuples, l'enfant reçoit des cours de lecture, d'écriture, de religion, de tchèque et de hongrois.
À l'âge de six ans et suivant la tradition, comme le voulait l'éducation des princes de l'époque, le petit Rodolphe « passe aux hommes », ainsi séparé de sa sœur aînée bien-aimée Gisèle et confié à un précepteur, le général-comte d'origine lorraine Charles-Léopold de Gondrecourt (de), héros des guerres de l'Empire et grand maître de la cour, connu pour sa sévérité. Celui-ci, par des méthodes très dures voire d'une cruauté contre-productive, en tout cas inadaptées, traumatise l'enfant. Après l'intervention de l'impératrice, Gondrecourt est remplacé par le colonel-comte Joseph Latour von Thurmburg (de), un aide de camp de l'empereur également d'origine lorraine mais plus pédagogue et libéral, qui saura se faire aimer de son élève.
Rodolphe souffre des absences de sa mère qui court le monde, des défaites de l'Autriche face à la Prusse en 1866, de la création de la double monarchie l'année suivante, de l'amour exclusif de sa mère pour sa dernière-née (Marie-Valérie, 1868), des ragots propagés par les mauvaises langues qui prétendent que l'enfant est le fils du comte Andrássy, de la création de l'Empire allemand sous l'égide des Hohenzollern (1871). L'année suivante survient la mort de sa grand-mère l'archiduchesse Sophie, qui s'était chargée de son éducation. En 1873, sa sœur Gisèle est mariée à l'âge de 16 ans au prince Léopold de Bavière ; mariage de convenance mais politiquement inutile. L'archiduc de 15 ans vit alors dans une grande solitude morale, mais commence sa vie amoureuse avec des « comtesses hygiéniques ».
Lorsqu'il atteint l'âge de dix-neuf ans, Rodolphe achève ses études. Latour est remplacé par le comte Aloÿs de Bombelles, de quatre ans son aîné, bien que ce dernier souffre d'une réputation douteuse, ayant pris part à l'aventure tragique de son oncle Maximilien Ier du Mexique et de sa tante Charlotte. Alors qu'il veut faire des études de sciences naturelles, notamment d'ornithologie, Rodolphe est contraint de poursuivre sa carrière militaire et, en 1879, il sert au 36e régiment d'infanterie.

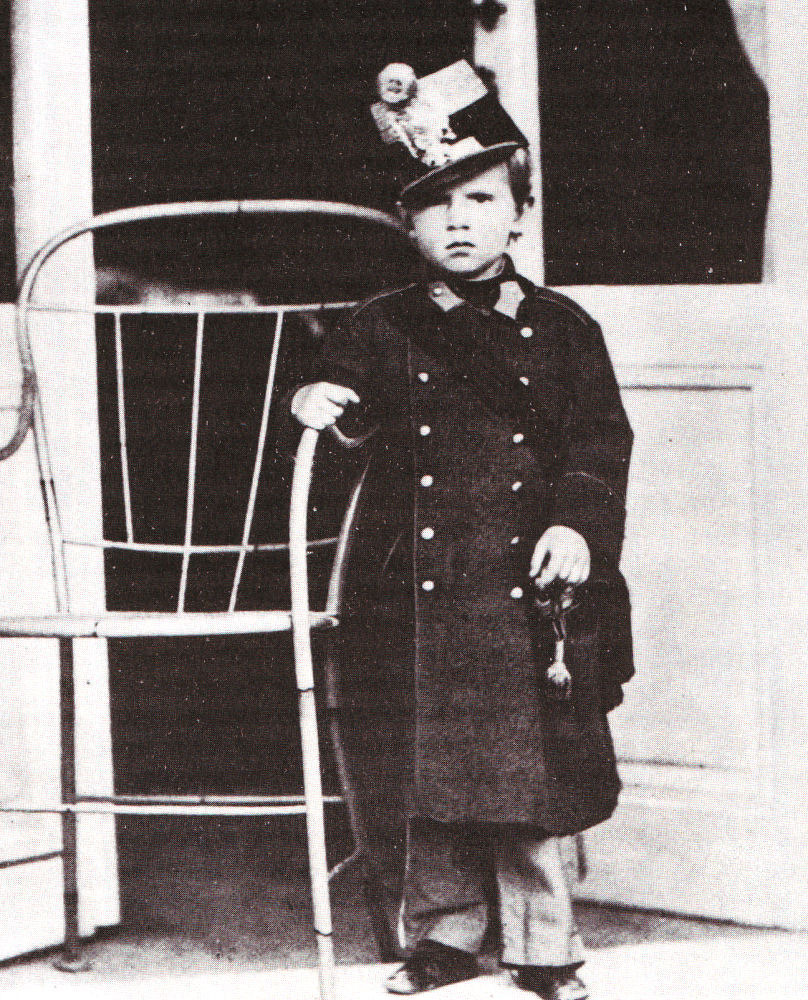
Rodolphe en 1862.
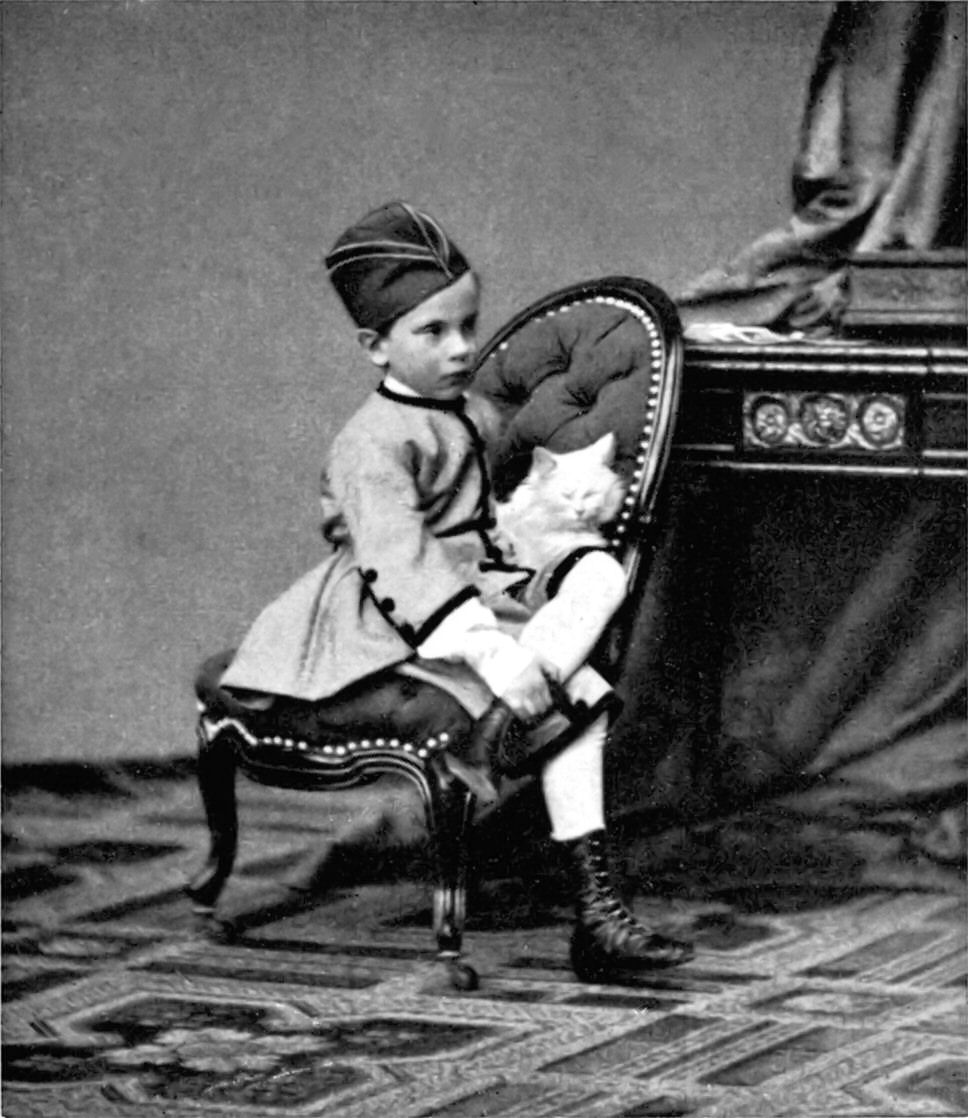
Rodolphe enfant (1863).
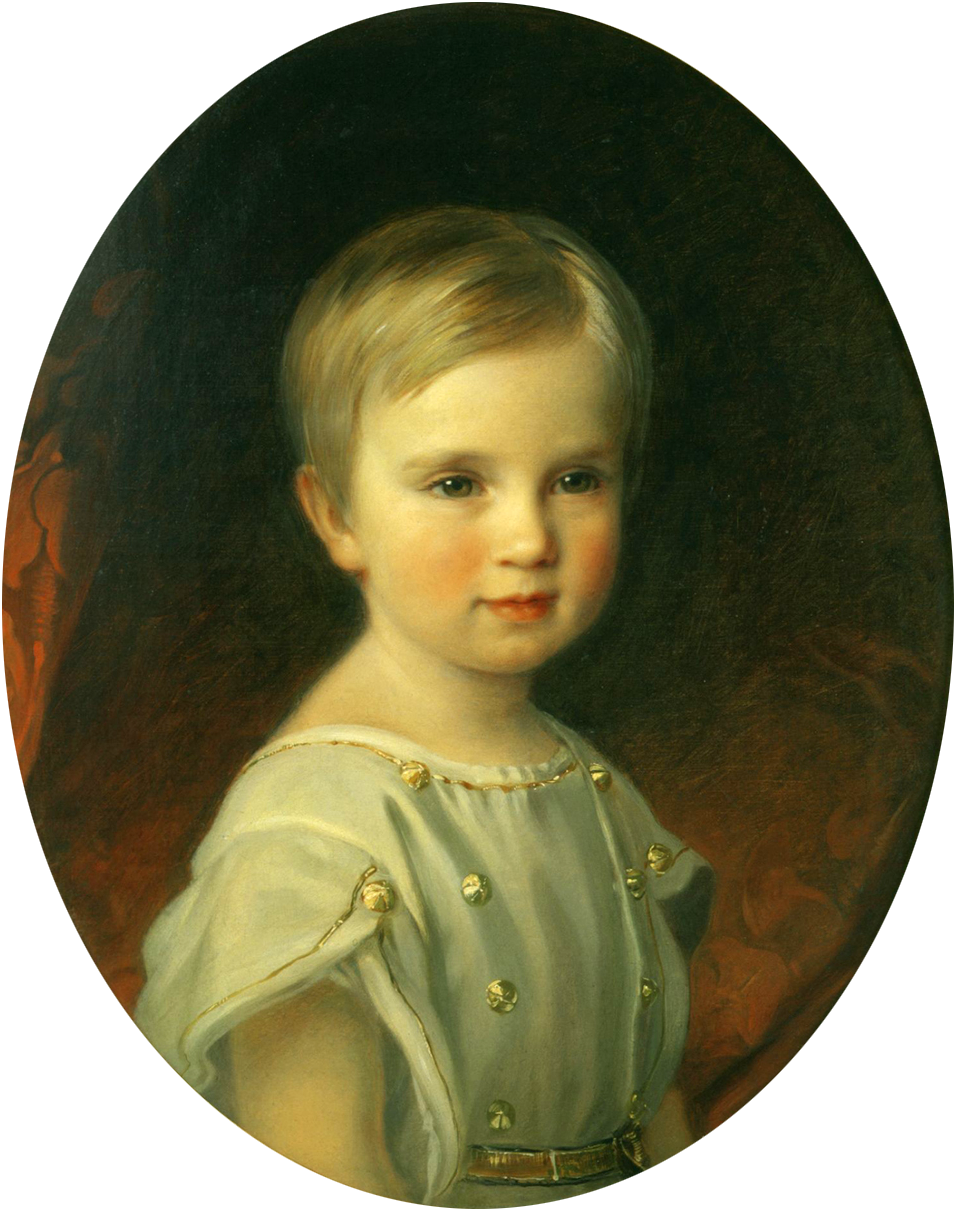
Rodolphe vers l'âge de 2 ans (1860).
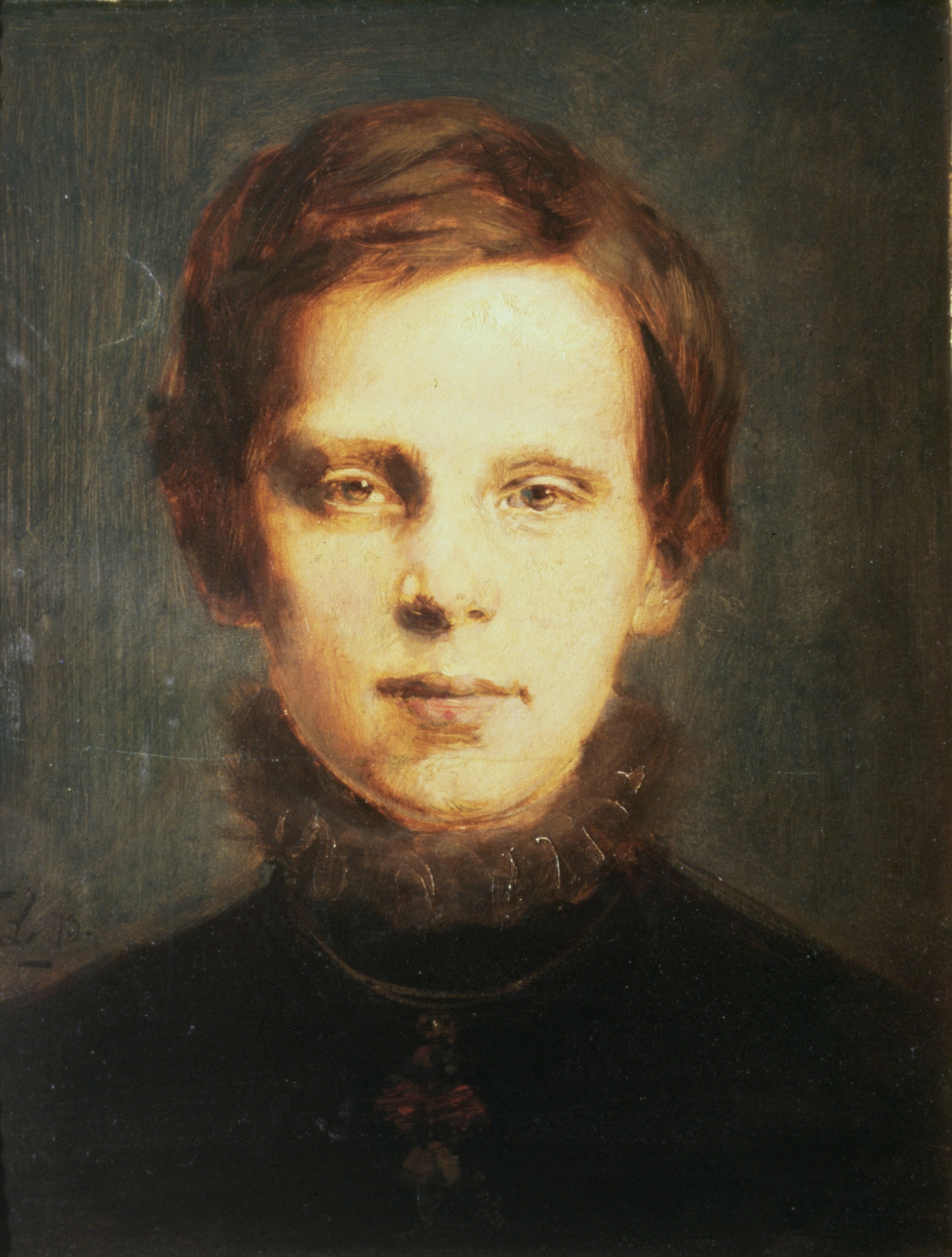
Rodolphe à l'âge de 15 ans (1873).
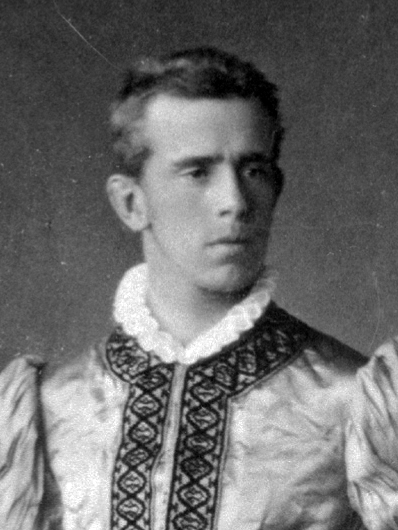
Rodolphe à l'âge de 21 ans (1879).

### Vie publique
Rodolphe et son père ne parlent jamais ensemble, sinon de sujets secondaires comme la chasse. L'empereur, d'une nature secrète, se protège en se cachant derrière le protocole et a très tôt rappelé à son fils que ledit protocole ne permet à personne — pas même au prince héritier — de lui adresser la parole en premier ; le jeune prince ne peut donc guère discuter de ce qui lui tient à cœur avec son père.
Rodolphe a des idées politiques libérales opposées au conservatisme de son père. Proche des milieux progressistes et libéraux, le seul moyen qu'il ait trouvé pour critiquer la ligne suivie par son père est d'écrire de nombreux articles dans divers quotidiens viennois, publiés sous plusieurs pseudonymes, où il défend son idéal. D'un point de vue social, il combat ainsi le cléricalisme et les privilèges de l'aristocratie, dénonce la misère des travailleurs. Sur un plan diplomatique, il refuse le traité avec l'Allemagne au profit d'une alliance avec la Russie et la France.
Par ailleurs, Rodolphe tient de sa mère un amour profond pour la Hongrie et porte aux Magyars un intérêt fédéraliste. Il est frustré de n'être que prince héritier à trente ans alors que son père était empereur à dix-huit ans et que le nouvel empereur allemand Guillaume II, qu'il méprise profondément, en a 29. Craignant également de mourir avant d'avoir eu le temps d'accomplir son œuvre de libéralisation de l'empire (comme le père de Guillaume II, Frédéric III, mort en 1888 après trois mois de règne), Rodolphe est également très affecté par le sort tragique du roi de Bavière Louis II.

### Mariage et enfants

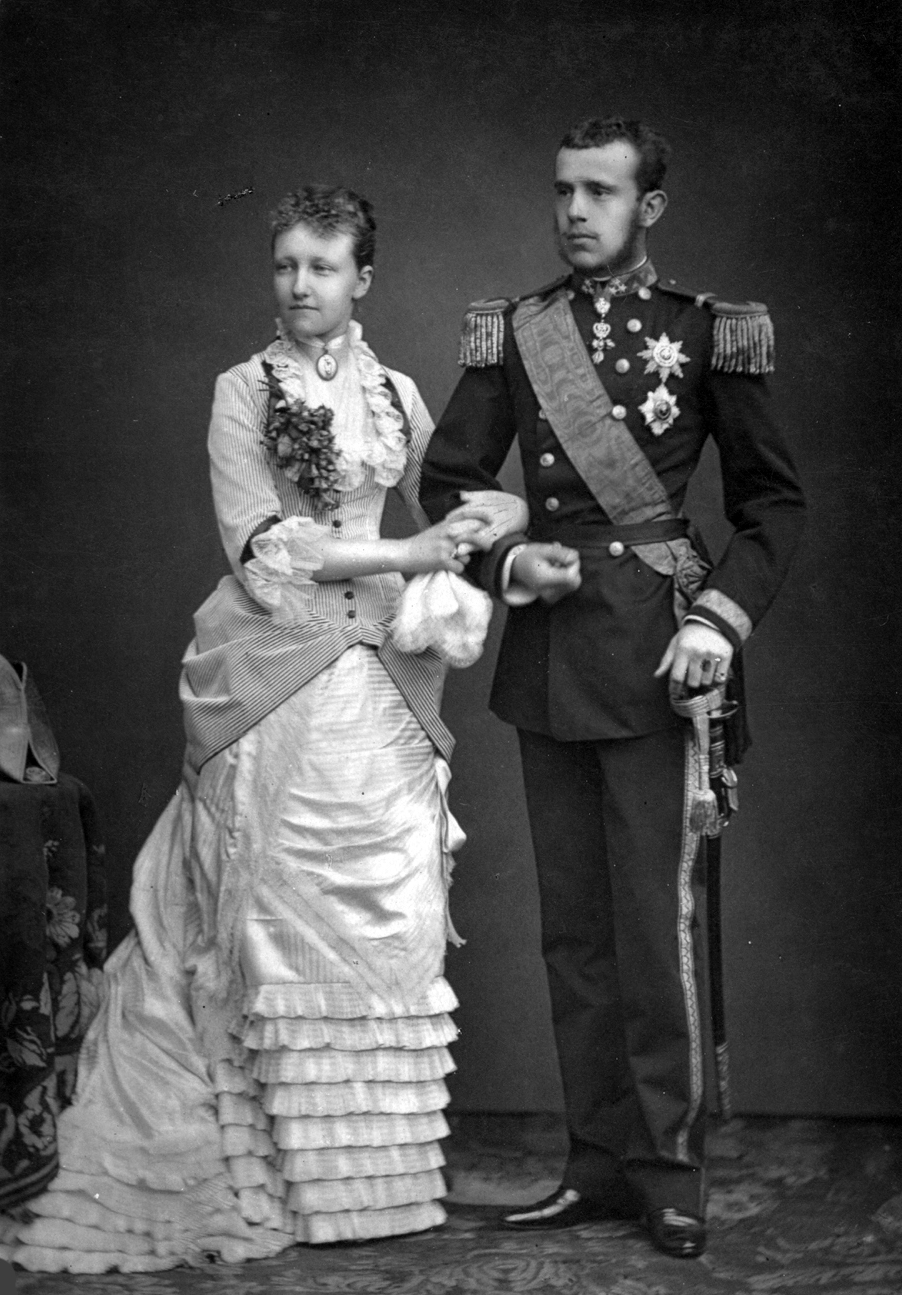
Le couple archiducal, en 1881.

En 1879, on commence à lui chercher une épouse qui soit à la fois de son rang, catholique et dont l'union ne provoquera pas la susceptibilité des différents peuples de la monarchie. Après avoir refusé l'infante María del Pilar d'Espagne, ainsi que les princesses de Portugal et de Saxe, il épouse la très jeune princesse Stéphanie de Belgique le 10 mai 1881 en l’église des Augustins de Vienne.
Pour le couple impérial, c'est un pis-aller : l'empereur n'a guère d'estime pour le père de la fiancée, l'arriviste roi Léopold II. Celui-ci trompe ouvertement son épouse la reine Marie-Henriette, une archiduchesse d'Autriche de la branche hongroise. Il est également le beau-frère du dernier empereur du Mexique, frère jalousé de François-Joseph, tombé tragiquement sous les balles des républicains de Juárez. L'impératrice trouve Stéphanie beaucoup trop jeune et laide (elle la surnommera d'ailleurs plus tard « le hideux dromadaire » ou « la paysanne flamande »). Le couple ne rencontre donc aucun succès.
La princesse Stéphanie lui donnera une fille, l’archiduchesse Élisabeth, née le 2 septembre 1883 au château de Franzensburg. La naissance de la petite princesse, surnommée « Erzsi », est une déception pour ses parents qui espéraient un fils. Rodolphe est également le père présumé de Robert Pachmann, fils probable de l’archiduchesse Marie-Antoinette d’Autriche-Toscane. 

### Liaisons

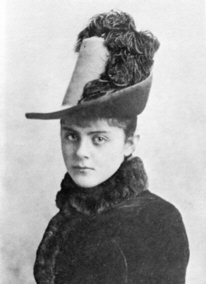
Marie Vetsera, en 1888.

Le mariage, heureux au départ, est rapidement un échec. Rodolphe est très intelligent, peu conventionnel, impulsif et très libéral, alors que Stéphanie est plutôt sérieuse, protocolaire et terne. Les désaccords grandissent peu à peu, et Rodolphe finit par retrouver son ancienne vie de célibataire, délaissant son couple. Il multiplie les conquêtes, et rencontre Mizzi Kaspar dès 1886, qui deviendra sa maîtresse officielle, sans que cela l'empêche de continuer à en rencontrer d'autres.
À la suite de ses nombreuses liaisons, le prince héritier contracte une forme de blennorragie très grave. Il contamine alors son épouse, qui en conséquence ne peut plus avoir d'enfants. Rodolphe « se soigne » alors par de la morphine, de la cocaïne et de l'alcool, afin de surmonter son impuissance. Sujet à des états de dépression et d'anxiété, il se sait incurable, et tente par tous les moyens de cacher son mauvais état de santé à son père.
Durant l'été 1888, dans un état physique et psychologique très inquiétant, il propose à sa maîtresse Mizzi Kaspar de se suicider avec lui. Après le refus de celle-ci, Rodolphe rencontre au début de l'automne 1888 (par l'intermédiaire de sa cousine la comtesse Marie-Louise Larisch) Marie, la plus jeune fille de la baronne Hélène Vetsera. Une relation intime se noue entre eux ; on a dit que Marie Vetsera était enceinte de quatre ou cinq mois au moment de sa mort mais si elle l'était, ce n'était pas de l'archiduc qu'elle ne connaissait que depuis moins d'un mois.

### Mort

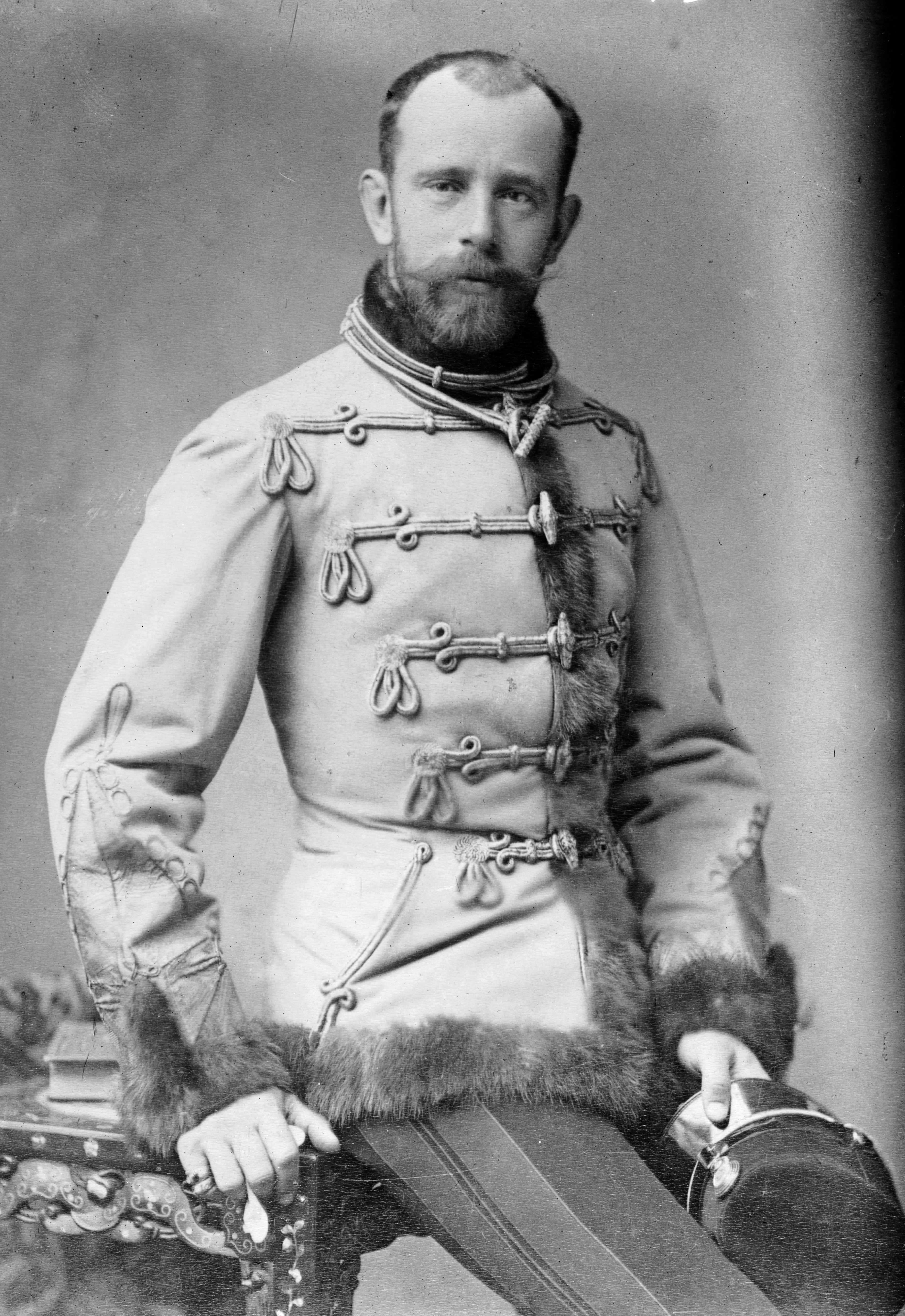
Rodolphe, en 1887.

Le 26 janvier 1889, le prince Rodolphe a une violente dispute avec son père. Celui-ci a en effet appris que Rodolphe a demandé au pape Léon XIII la reconnaissance de nullité de son mariage. L'empereur est en colère et exige que son fils rompe avec sa jeune maîtresse Marie Vetsera. Ce dernier refuse.
Le 27 janvier, Rodolphe va voir sa cousine la comtesse Marie-Louise Larisch et lui apprend qu'il est en danger. À la question de savoir si le danger vient de Stéphanie, Rodolphe répond : « Stéphanie ! Ah non, elle ne représente qu'un malheur privé. Le danger qui me menace est de nature politique. »
Le 28 janvier, Marie Vetsera et Rodolphe quittent Vienne, chacun de son côté, pour se rendre au pavillon de chasse de Mayerling, où le prince héritier doit chasser avec le comte Joseph Hoyos et son beau-frère, le prince Philippe de Cobourg (époux de la sœur de Stéphanie). Rodolphe envoie des lettres d'adieu à ses proches et écrit au chef de section au ministère des Affaires étrangères d'ouvrir seul son bureau et de détruire toutes les lettres de la comtesse Larisch et de Marie Vetsera.
Le 29 janvier les deux invités, le comte Hoyos et le prince Philippe de Saxe-Cobourg, arrivent à Mayerling sans soupçonner la présence de Marie Vetsera.
Rodolphe et Marie sont retrouvés morts au matin du 30 janvier 1889 dans le pavillon de chasse, tués par balles : suicide organisé par Rodolphe et sa maîtresse ou attentat politique ?

#### Théorie de l'assassinat politique
Zita de Bourbon-Parme, épouse de Charles Ier et par conséquent dernière impératrice d'Autriche, était la fille du duc de Parme Robert Ier de Parme et de l'infante de Portugal Antonia de Bragance. Ses tantes maternelles étaient de très proches parentes de l'archiduc Rodolphe. L'infante Marie-Josèphe de Bragance était en effet l'épouse du duc Charles-Théodore en Bavière, frère préféré de l'impératrice Élisabeth. L'infante Marie-Thérèse de Bragance était quant à elle l'épouse de l'archiduc Charles-Louis, frère de l'empereur François-Joseph dont le petit-fils fut l'empereur Charles Ier d'Autriche.
Née en 1892, soit trois ans après la tragédie, l'impératrice Zita (décédée en 1989) affirma en 1983 que le couple avait été assassiné pour des raisons politiques. Selon elle, l'archiduc aurait été assassiné car il aurait refusé de participer à un complot contre son père, qui visait à détrôner François-Joseph et à le remplacer, sur le trône de Hongrie par Rodolphe et sur le trône d'Autriche par l'archiduc Jean de Habsbourg-Toscane ; Rodolphe, informé de certains éléments relatifs à ce complot, aurait été assassiné afin que les instigateurs ne soient pas inquiétés. Cette thèse est appuyée par des auteurs tel Jean des Cars, notamment depuis la découverte d'un télégramme de l'empereur adressé au pape Léon XIII, où il explique que son fils a été assassiné. L'impératrice Zita ne fournit aucun élément permettant d'identifier ces instigateurs mais cite Georges Clemenceau comme homme politique ayant participé à cette conjuration. De nombreux documents ont toutefois été détruits par les Habsbourg, ce qui ne permet pas de répondre à toutes les questions soulevées par cette hypothèse.
Une autre version, dont on ne sait d'où elle émane, affirme que le commanditaire de l'assassinat serait le chancelier allemand Bismarck, inquiet de la francophilie de Rodolphe : l'archiduc haïssait le pangermanisme et projetait, une fois monté sur le trône, de détacher l'Autriche-Hongrie de l'Allemagne et de la lier à la France.
D'autres hypothèses font état d'un complot fomenté par des milieux liés à la hiérarchie catholique qui auraient supprimé l'archiduc au motif que, influencé par le radicalisme français, il aurait souhaité instaurer en Autriche une législation réfrénant davantage les privilèges de l'Église catholique.
Un autre élément en faveur de la thèse du complot est le fait que le couple avait de nombreuses blessures qui ne pouvaient pas s'expliquer par un suicide. Marie aurait eu notamment une blessure au crâne.

#### Théorie du suicide
Dans Les Entretiens de l'Impératrice Eugénie de Maurice Paléologue, la dernière souveraine des Français, très amie avec le couple impérial d'Autriche-Hongrie, explique à l'auteur que l'impératrice Élisabeth lui a confié ce qui s'est réellement passé cette nuit-là, lors de son dernier séjour au cap Martin. En réalité, l'empereur François-Joseph eut une explication très vive avec son fils au sujet de Mlle Vetsera et le menaça même de le déshériter s'il ne rompait pas aussitôt cette liaison. L'empereur s'exprima sur un ton tellement violent que l'archiduc, effrayé, finit par consentir à congédier sa maîtresse. Il demanda cependant l'autorisation de la revoir une dernière fois. L'empereur accepta. Le soir venu, il expliqua à sa maîtresse la dispute qu'il avait eue avec son père. Il raconta donc à Marie Vetsera qu'il dut consentir sous la menace d'être déshérité. Cette dernière lui répondit froidement qu'elle était enceinte. Ce fut alors une scène affreuse de désespoir et de tendresse. Ils se répétaient : « Nous ne pouvons plus vivre ! Mourons dans les bras l'un de l'autre ! Finissons-en ce soir même ! Dieu aura pitié de nous ! ». Rodolphe saisit alors son revolver et tua Marie d'une balle dans le sein. Puis, l'ayant dévêtue, il la disposa pieusement sur son lit, il prit des roses et en couvrit la morte. Après quoi, il écrivit à sa mère une longue lettre qui débutait ainsi : « Ma mère, je n'ai plus le droit de vivre : j'ai tué… » C'est par cette lettre que l'empereur et l'impératrice ont pu connaître les péripéties du drame. Vers six heures du matin, Rodolphe se tua d'une balle dans la tête.
Cependant, dans la biographie qu'elle consacre à l'impératrice d'Autriche, l'historienne autrichienne Brigitte Hamann prétend qu'au contraire, « Sissi » méprisait l'impératrice Eugénie et que ses confidences n'avaient d'autre but que de mieux dissimuler la vérité.

### Enterrement
Le prince héritier est enterré le 5 février dans la Crypte impériale de l’église des Capucins à Vienne après avoir été d'abord exposé à la Hofburg sur un catafalque élevé masqué, notamment par des palmiers, comme pour cacher sa tête. De même ses gants — contrairement à l'usage de l'époque — remplis de coton font naître des rumeurs sur les circonstances de sa mort.

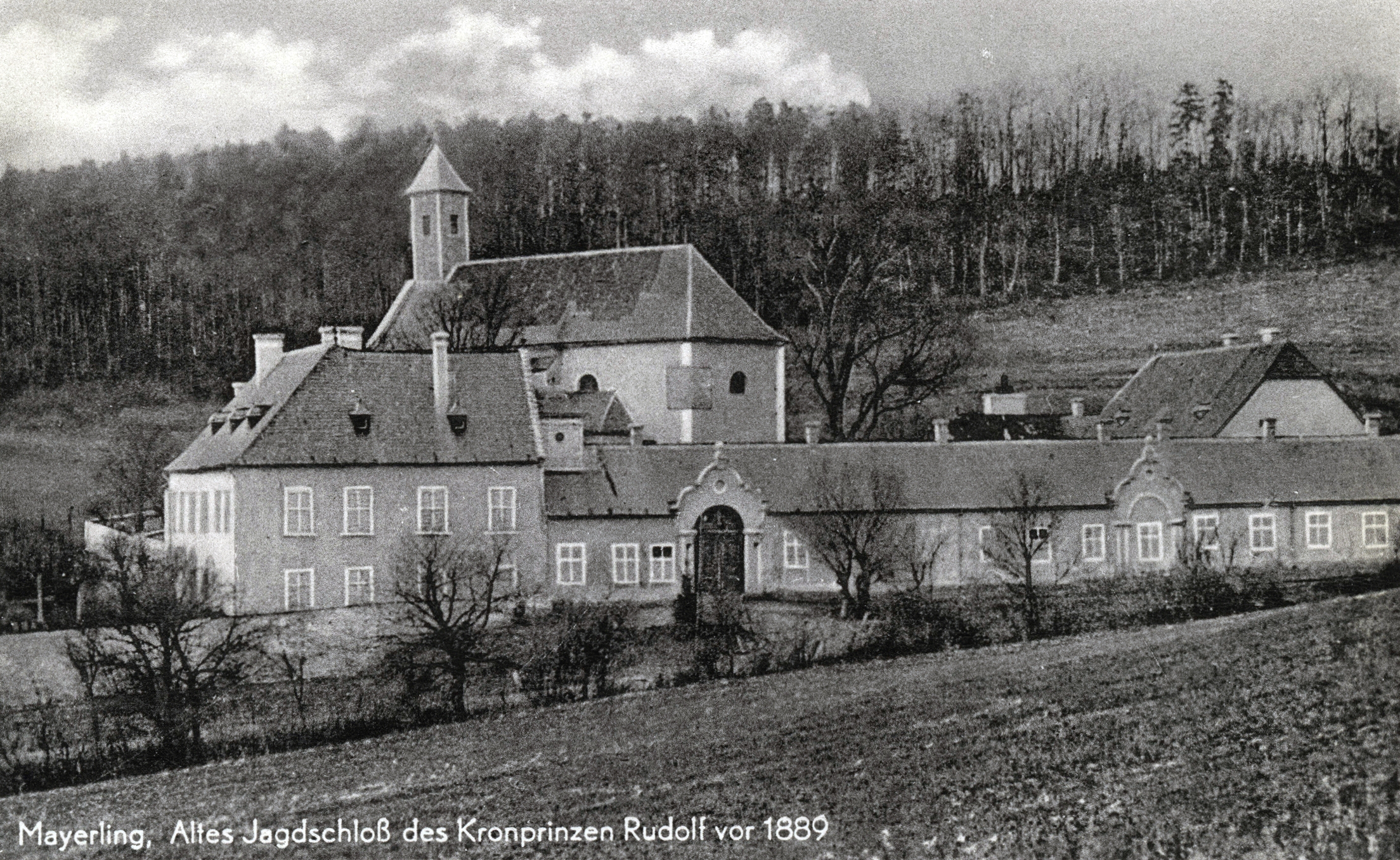
Mayerling, avant 1889.
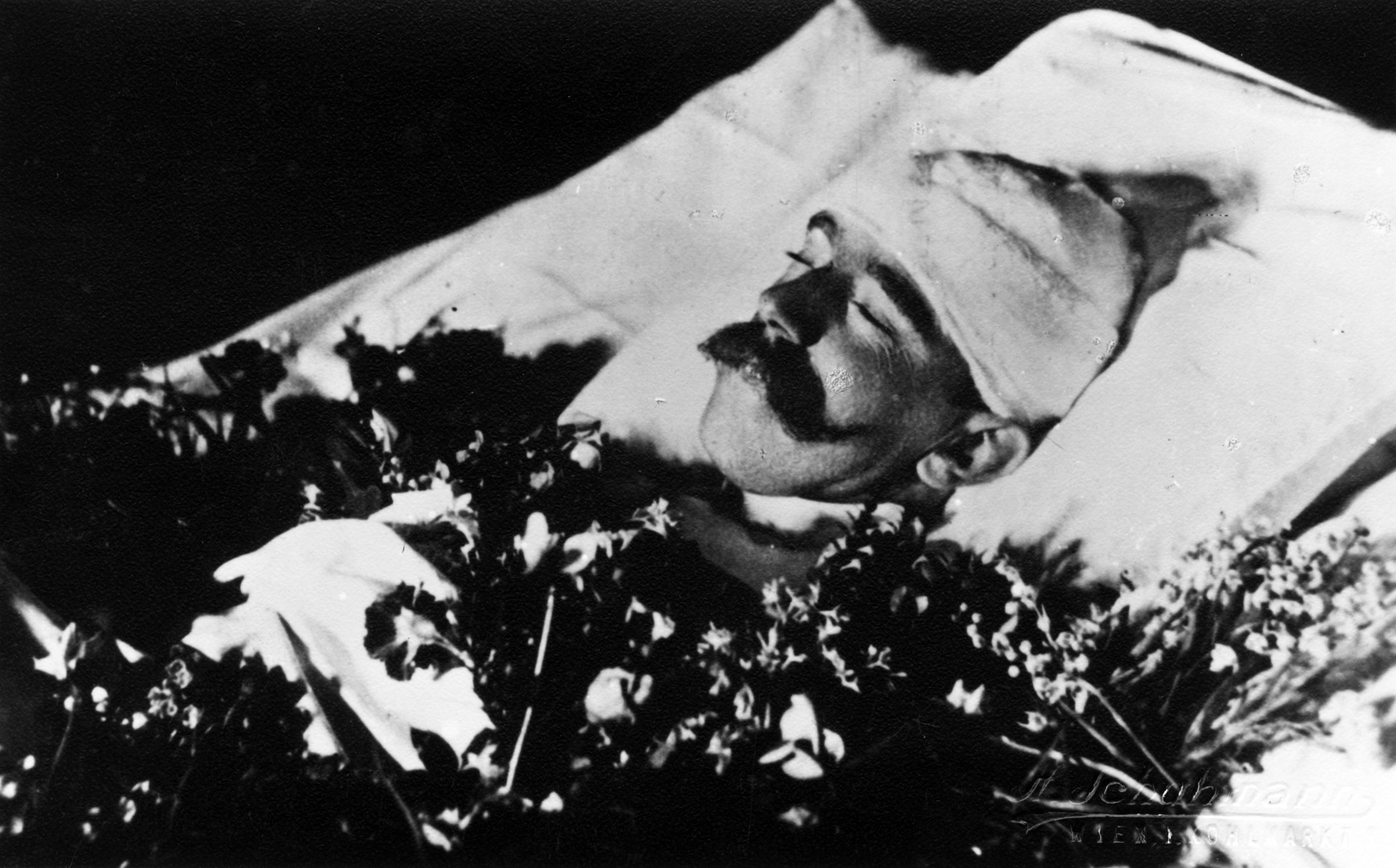
Le prince héritier sur son lit de mort en 1889.
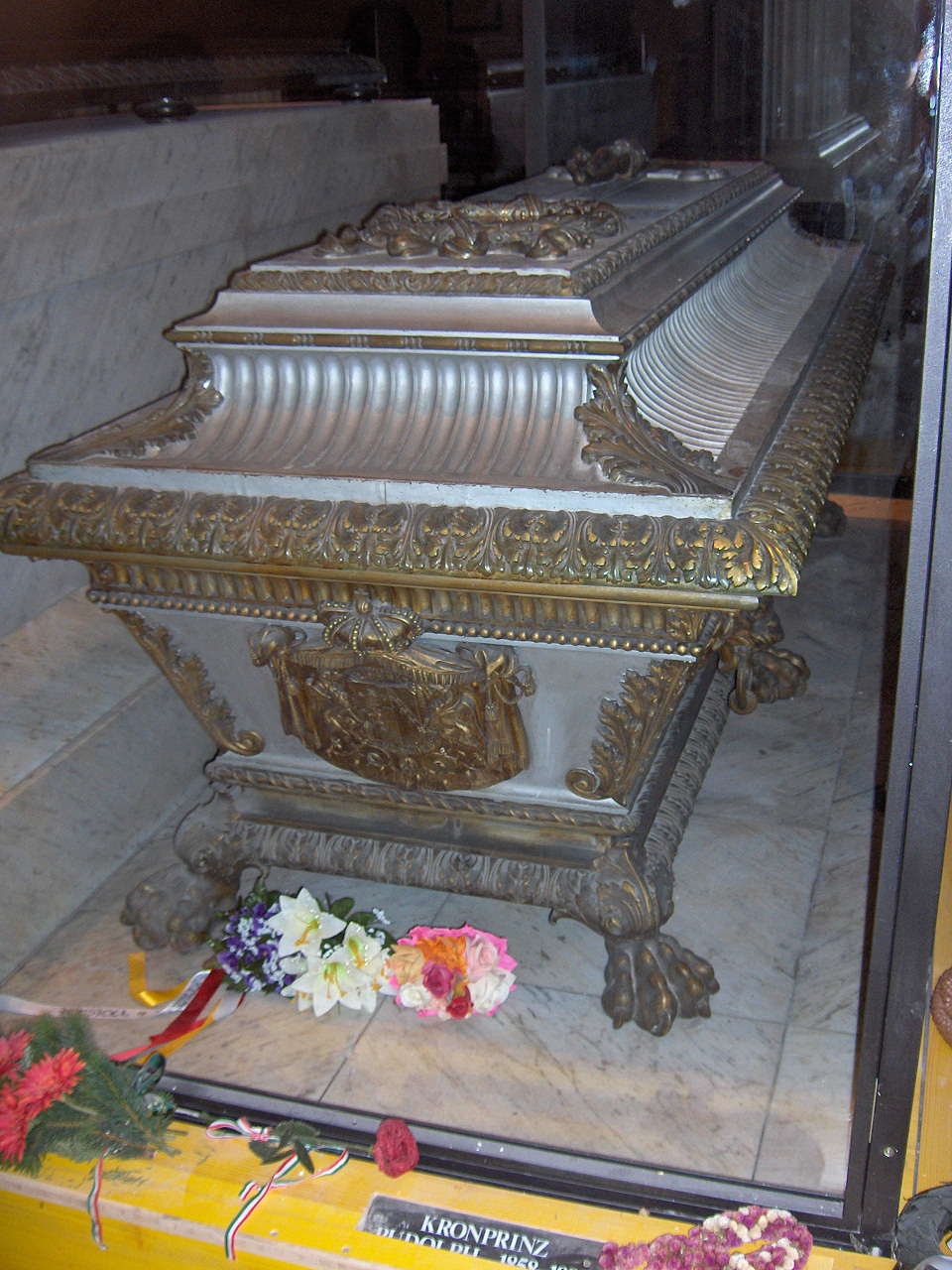
La tombe de Rodolphe dans la crypte des Capucins à Vienne.

## Dans les arts et la culture

### Iconographie
- Il figure sur le Panorama du Caire (1881) d'Émile Wauters.

### Filmographie

#### Cinéma
- Mayerling (1936) d'Anatole Litvak
- Le Secret de Mayerling (1949) de Jean Delannoy
- Mayerling - le dernier amour du fils de Sissi (1956) de Rudolf Jugert
- Mayerling (1968) de Terence Young
- Vices privés, vertus publiques (1976) de Miklós Jancsó
- Prince Rodolphe : l'héritier de Sissi (2006) de Robert Dornhelm
- Corsage (2022) de Marie Kreutzer, avec Aaron Friesz dans le rôle de Rodolphe d'Autriche

#### Télévision
- Le Drame de Mayerling épisode de Enigmes de l'histoire (1964)
- Rodolphe, le fils de Sissi a-t-il été assassiné ?, documentaire-fiction de la série Secrets d'Histoire (2008)[6]

### Ballet
- Mayerling (1978) de Kenneth MacMillan

### Divers
- Le nom scientifique du paradisier bleu, Paradisaea rudolphi, lui a été dédié par Finsch en 1885.
- L'île Rudolf, une île de l'archipel de la terre François-Joseph dans l'arctique russe, a reçu son nom en hommage.

### Distinction
- 1887 : docteur honoris causa de l'université Jagellonne de Cracovie[7]